# Estació de Sogorb-Arrabal
Sogorb-Arrabal és una estació de la línia C-5 de la xarxa de Rodalies Renfe de València situada al nord-oest del nucli urbà de Sogorb a la comarca de l'Alt Palància de la província de Castelló. L'estació forma part de la línia Saragossa-València.
| Procedència/Destinació     | <             | Línia | >        | Procedència/Destinació |
| -------------------------- | ------------- | ----- | -------- | ---------------------- |
| Rodalies València de Renfe |               |       |          |                        |
| València-Nord Sagunt       | Sogorb-Ciutat | C-5   | Navaixes | Caudiel                |